# 那須塩原市立高林中学校
那須塩原市立高林中学校（なすしおばらしりつ たかばやしちゅうがっこう）は、栃木県那須塩原市箭坪にある公立中学校。

## 沿革

### 年表
- 1947年4月1日 - 学制改革により高林村立高林中学校として開校。
- 1963年9月8日 - 校歌制定
- 1970年11月 - 市制施行により校名を黒磯市立高林中学校と改称。
- 2005年1月1日 - 市町村合併により校名を那須塩原市立高林中学校と改称。

## 教育方針
- 校訓
  - 共に生きる
- 教育目標
  - 学ぶ意欲（確かな学力）- 自ら学び考えて表現する生徒
  - 思いやる心（豊かな心）- 人と郷土を愛する生徒
  - やり抜く力（健やかな体）- 心身ともにたくましい生徒

## 通学区域
那須塩原市
- 高林[1]
- 下の内
- 箕輪
- 洞島
- 川原向
- 柏林

- 箭坪
- 木綿畑新田
- 木綿畑本田
- 百村新田
- 百村本田
- 穴沢

- 油井
- 板室
- 西岩崎
- 塩沢
- 笹野曽里
- 戸田

- 湯宮
- 鴫内
- 青木1区（那須疏水北側地区）
- 青木2区（那須疏水北側地区）
- 青木4区

## 交通
- JR東北本線（宇都宮線）那須塩原駅より約11.8km
- 関東自動車 板室線 戸田バス停より約2.1km